# Sandburg

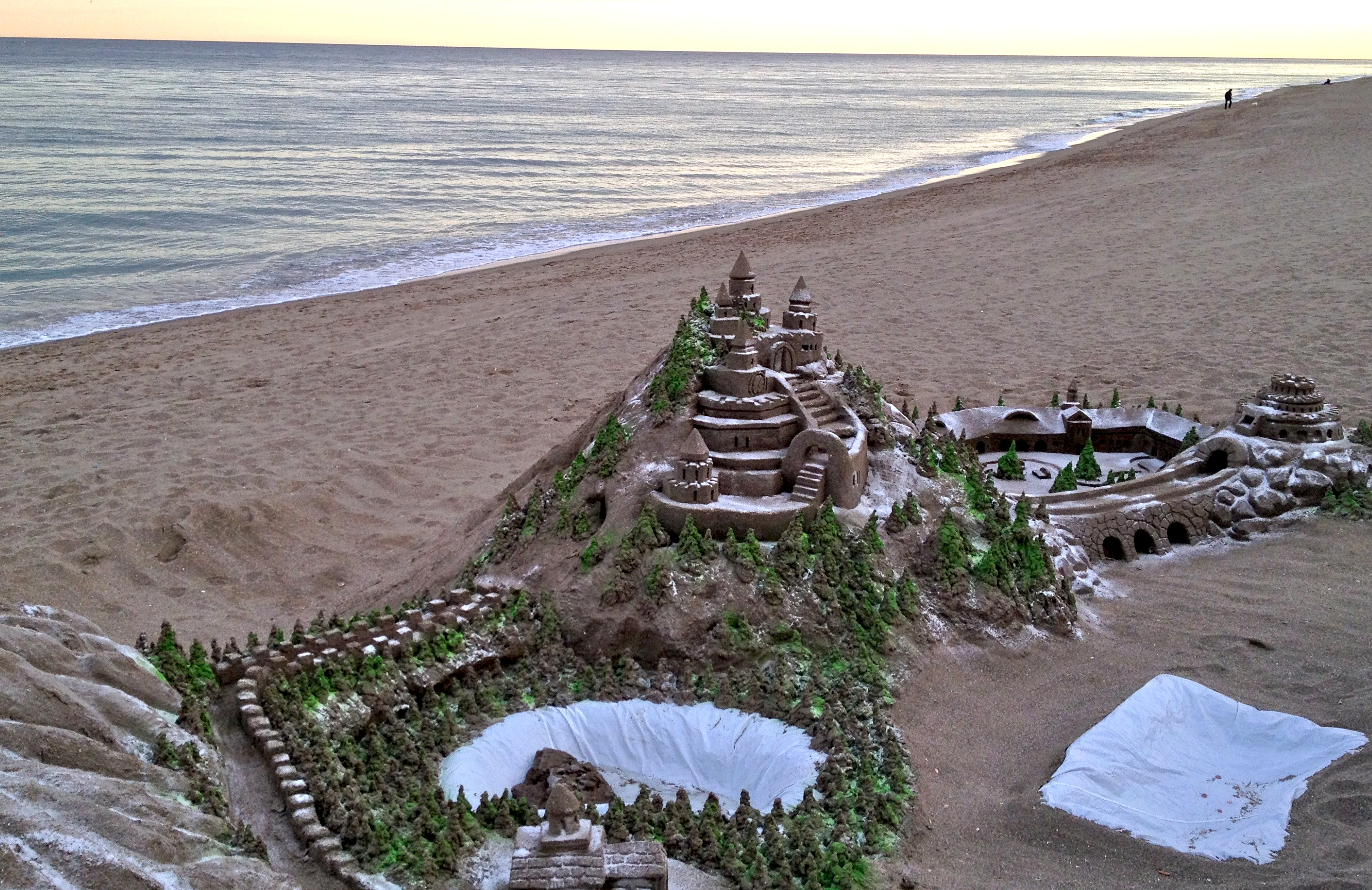
Sandburg in Fuengirola, Spanien

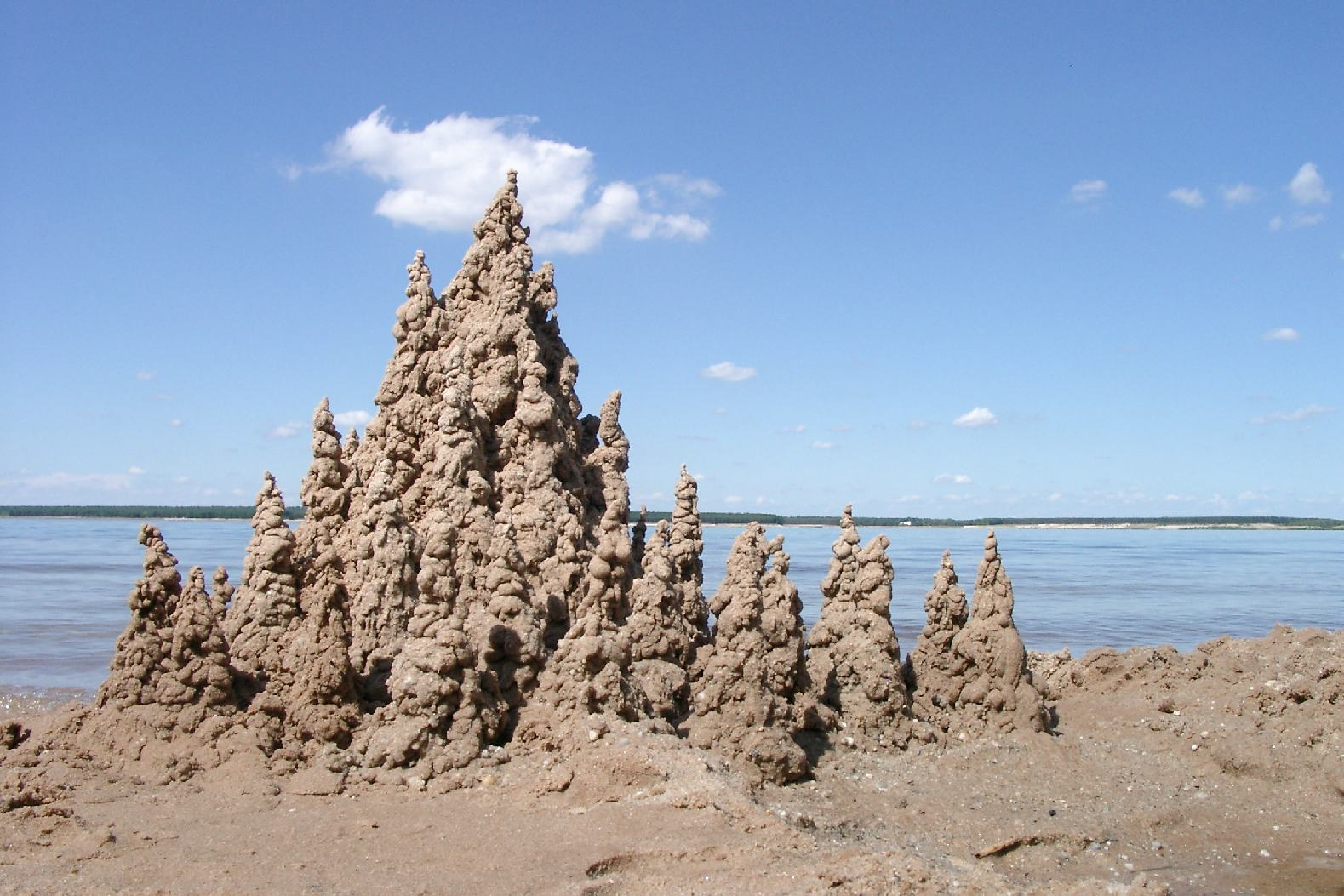
Kleckerburg

Eine Sandburg ist eine kleine Nachbildung einer Burg aus Sand. Oft animiert bereits ein kleiner Sandkasten Kinder zum Bau eines Sandberges und zur Umgestaltung in eine „Burg“.

## Allgemeines

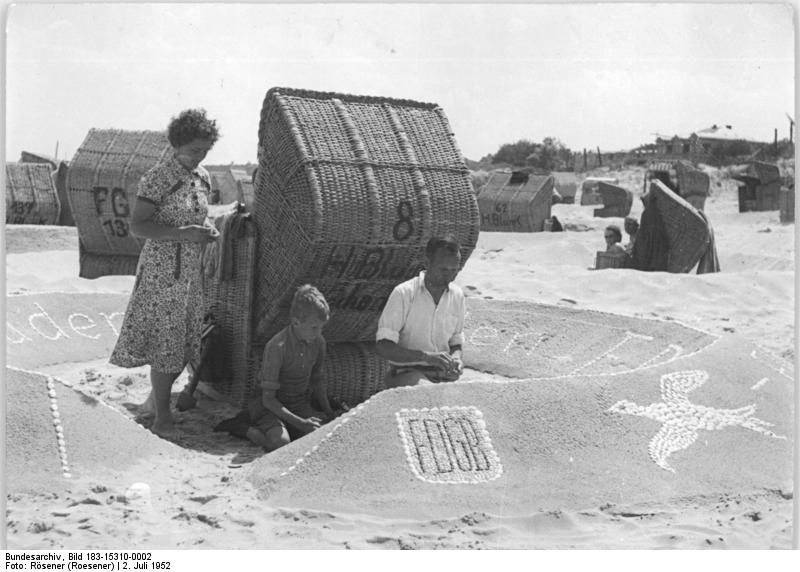
Strandburg in Ahlbeck (1952)

In vielen deutschen Sommerbädern wird von den Strandgästen oft eine Burg um ihren Strandkorb gebaut, um ihr Territorium abzugrenzen. Dies ist meist nur ein ausgegrabener Sandwall, oft allerdings auch verziert mit allerlei Strandgut. Der Brauch geht bis zur zweiten Hälfte des 19. Jahrhunderts zurück, nachdem Reisen an Nord- und Ostsee nicht mehr das Vorrecht der Oberschicht war. Bereits 1885 gab es auf Sylt Postkarten, die den Strand von Westerland mit zahlreichen Burgenbauten zeigten. Der Kulturhistoriker Harald Kimpel bezeichnet den Zweck des Baus, „anrüchigen Müßiggang“ zu beseitigen und dem Eindruck von Faulheit entgegenzuwirken. Seit den 1990er Jahren ist dieser Brauch stark zurückgegangen.

## Aufbau und Errichtung
Die von Kindern errichteten Sandburgen werden oft als Kleckerburg bezeichnet. Dabei wird sehr feuchter Sand auf den Boden geträufelt, so dass mehrere Türme entstehen, die zu einer „Burg“ vereinigt werden. Aufgrund der benötigten Mengen an feuchtem Sand werden sie typischerweise in unmittelbarer Nähe zum Wasser errichtet. Kennzeichnend für Kleckerburgen ist ihre kurze Lebensdauer. Oft werden sie von ihrem Erbauer oder anderen Personen kurz nach ihrer Errichtung wieder zerstört. Ansonsten werden sie aufgrund ihrer geringen Festigkeit ein Opfer der Wellen oder des Windes. Typisch für Kleckerburgen ist die unregelmäßige Form mit vielen Ausbuchtungen, die durch das Fließen des Sandes vor seiner Erstarrung entstehen.
Entscheidend für die Festigkeit einer Sandburg ist die Feuchtigkeit des Sandes bei der Errichtung und die „Körnigkeit“ des Materials, da dieses als granulare Materie nur durch beigefügte Flüssigkeit einigermaßen feste Formen annehmen kann.

## Sand Art

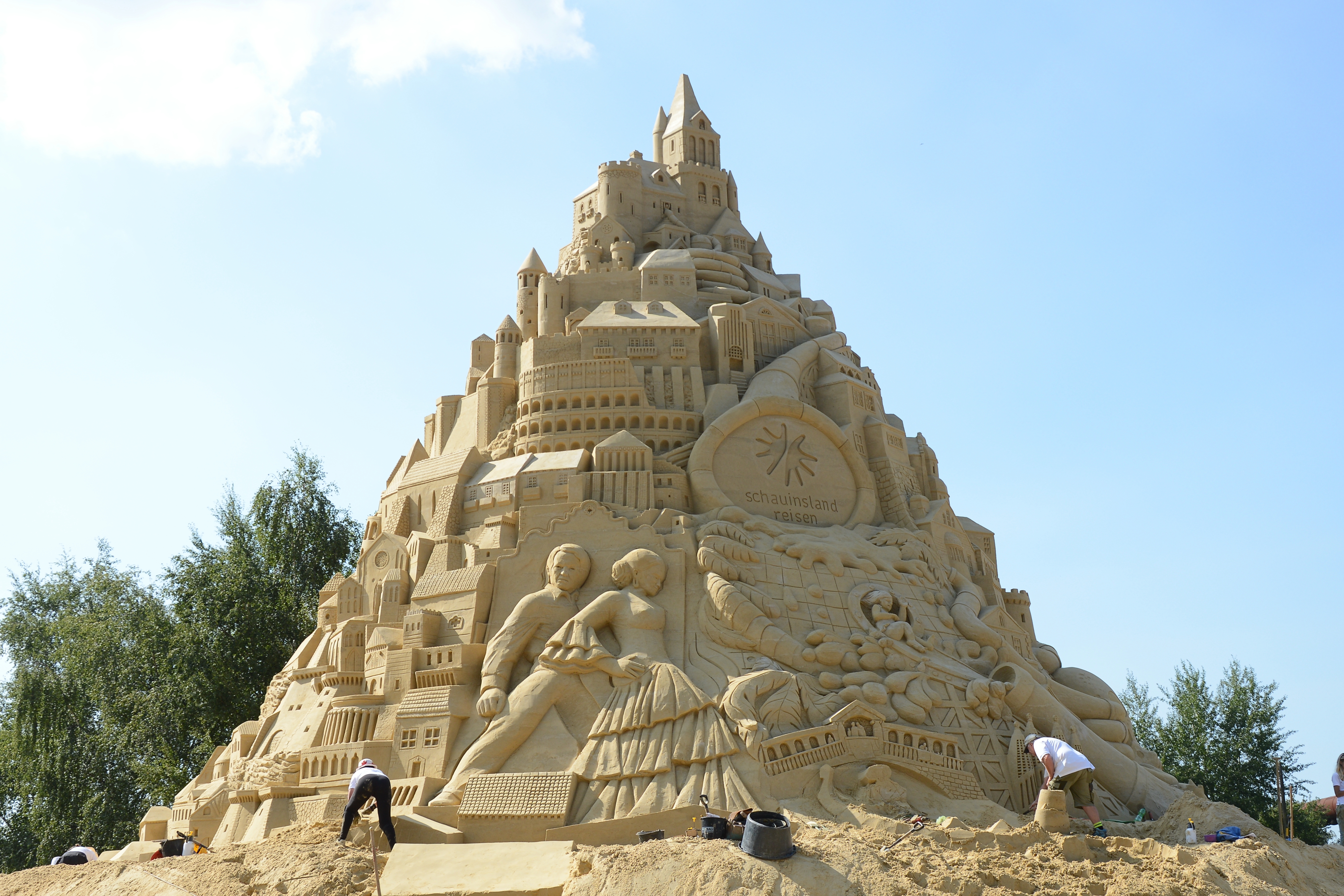
Sandburg während der Bauphase zum Weltrekord 2017

Sand Art bezeichnet kunstvolle Sandburgen und große Sandskulpturen, wie sie üblicherweise von Erwachsenen auf sogenannten Sand Art Festivals (z. B. Sandsation) erschaffen werden.
Während Sandburgen meist von Kindern am Sandstrand beim Spielen erbaut werden, sind die Sand Art-Werke oftmals wesentlich größer. Meist werden detailgetreue Abbildungen realer Bauwerke oder Monumente oder moderne Kunstwerke dargestellt.

### Ausstellungen und Wettbewerbe
Von 2002 bis 2007 fand in Lübeck-Travemünde die Sand World statt, eine Ausstellung von Sandburgen, bei der bekannte Bauwerke aus speziell präpariertem Sand nachgebaut wurden.
Von 2003 bis 2010 fand in Berlin jeweils im Sommer das internationale Sandskulpturenfestival „Sandsation“ statt.
Auch gibt es zahlreiche Wettbewerbe, bei denen Sandskulpturen gebaut werden.
Am 1. September 2017 wurde im Landschaftspark Duisburg-Nord eine Sandburg von 16,679 Metern Höhe gebaut, die als Weltrekord in das Guinness-Buch der Rekorde eingetragen wurde.
Die höchste Sandburg misst 21,16 m und wurde am 2. Juli 2021 vom Skulpturparken Blokhus, in Blokhus, gebaut. Damit ist sie 3,5 m höher als der vorherige Weltrekord aus 2019. Die Sandburg wurde errichtet, um lokalen Unternehmen und Einheimischen zu helfen und den Tourismus nach vielen Monaten der Coronavirus-Beschränkungen anzukurbeln. Der Sockel der Sandburg misst über 30 m und wurde mit mehr als 6.400 Tonnen Sand hergestellt. Es wird erwartet, dass die Sandburg 6 Monate lang steht, um von der Öffentlichkeit besucht zu werden.

## Rechtliches
Einige Kommunen verbieten den Bau von Sandburgen an ihren Stränden. So untersagen beispielsweise die italienische Gemeinden Cavallino-Treporti, Eraclea das Buddeln von Löchern und das Bauen von Standburgen am Adriastrand. Zuwiderhandlung wird mit einer Strafe von bis zu 1000 Euro geahndet. Begründet wird dies mit der erhöhten Stolpergefahr für Rettungskräfte. Ein ähnliches Verbot besteht auch auf der deutschen Nordseeinsel Sylt. Die Verordnung soll hier dafür sorgen, dass der am Wasser aufgehäufte Sand nicht so schnell weggeschwemmt wird. Geldstrafen werden auf Sylt jedoch im Regelfall nicht ausgesprochen; die Ordnungskräfte belassen es meist bei einer mündlichen Ermahnung.
Nachdem sich ein Polizeibeamter bei einem Tritt in ein Sandloch den Knöchel verstaucht hatte, plante die Gemeinde Isle of Palms im US-Bundesstaat South Carolina 2008, die Erbauer von Sandburgen gesetzlich zu verpflichten, ihre Sandburgen zu bewachen und vor Verlassen des Platzes wieder zu planieren. Andernfalls könnten Strafen zwischen 128 und 500 US-Dollar drohen. Allerdings kam es dabei zu kontroversen Auseinandersetzungen mit der Tourismusbranche und den Beteiligten des jährlichen Sandburgenwettbewerbs, wodurch eine Nachbearbeitung des Gesetzes erwirkt wurde.

## Physik der Festigkeit
Nach Berechnungen der Uni Amsterdam kann eine Sandburg mit feuchtem Sand und Grundradius von 20 cm bis 2,50 m hoch werden.
Überlegungen zur kittenden Wirkung der Oberflächenspannung des Wassers siehe unter Schüttwinkel.